# Bert Koenders
Albert Gerard (Bert) Koenders  (ur. 28 maja 1958 w Arnhem) – holenderski polityk, politolog i dyplomata, deputowany krajowy, od 2007 do 2010 minister bez teki, w latach 2014–2017 minister spraw zagranicznych.

## Życiorys
Studiował nauki polityczne na Vrije Universiteit Amsterdam i nauki społeczne na Uniwersytecie Amsterdamskim. Następnie kształcił się w szkole SAIS w Bolonii wchodzącej w skład Johns Hopkins University. Zaangażował się w działalność polityczną w ramach Partii Pracy. Od 1983 pracował we frakcji parlamentarnej laburzystów w Tweede Kamer, zajmując się m.in. koordynacją spraw z zakresu polityki zagranicznej. W latach 1987–1993 był jednocześnie nauczycielem akademickim na Webster University w Lejdzie, a od 2000 do 2002 wykładał stosunki międzynarodowe w SAIS w Bolonii. W latach 1993–1994 pracował jako doradca polityczny ONZ w Mozambiku, następnie od 1995 do 1997 zatrudniony w Brukseli w administracji Komisji Europejskiej.
Między 1997 a 2007 sprawował mandat deputowanego do Tweede Kamer, niższej izby Stanów Generalnych. W kadencji 2006–2007 pełnił funkcję przewodniczącego Zgromadzenia Parlamentarnego NATO. Od 2007 do 2010 był ministrem bez teki odpowiedzialnym za współpracę na rzecz rozwoju i podległym ministrowi spraw zagranicznych w czwartym gabinecie Jana Petera Balkenende.
Przez kolejne lata pracował w dyplomacji ONZ jako specjalny wysłannik sekretarza generalnego Organizacji Narodów Zjednoczonych w Wybrzeżu Kości Słoniowej (2011–2013) i w Mali (2013–2014). W tym drugim kraju kierował jednocześnie operacją wsparcia pokoju MINUSMA. W październiku 2014 objął obowiązki ministra spraw zagranicznych w drugim rządzie Marka Rutte. Urząd ten sprawował do października 2017.